# Silene atropurpurea
Silene atropurpurea är en nejlikväxtart som först beskrevs av August Heinrich Rudolf Grisebach, och fick sitt nu gällande namn av Werner Rodolfo Greuter och Burdet. Silene atropurpurea ingår i släktet glimmar, och familjen nejlikväxter. Inga underarter finns listade i Catalogue of Life.